# سيمو نيكوليتش
سيمو نيكوليتش (28 أغسطس 1954 في برتشكو) لاعب كرة قدم بوسني معتزل كان يجيد اللعب في مركز المهاجم . لعب لصالح أندية بارتيزان، زيمون (فترتين) ، ليون ، وبيزيرز من 1974 إلى 1987 .

## روابط خارجية
- سيمو نيكوليتش على موقع قاعدة بيانات كرة القدم.إي يو (الإنجليزية)
- سيمو نيكوليتش على موقع عالم كرة القدم.نت (الإنجليزية)